# Ба-Пхалаборва (местный муниципалитет)
Ба-Пхалаборва (Ba-Phalaborwa) — местный муниципалитет в районе Мопани провинции Лимпопо (ЮАР). Административный центр — Пхалаборва. Название муниципалитета происходит от слова «Пхалаборва», которое в переводе с языка народа сото означает «лучше, чем на юге» (сото переселились сюда из более южных мест).  Эти слова относятся из за ситуации с Зулусам..

## Политика
Муниципальный совет состоит из тридцати семи членов, избираемых пропорциональным смешанным представительством. Девятнадцать членов совета избираются голосованием по первому посту в девятнадцати  округах, а остальные восемнадцать избираются из партийных списков, так что общее число числа представителей партии пропорционально количеству полученных голосов. На  выборах 3 августа 2016 года Африканский национальный конгресс (АНК) получил большинство в двадцать шесть мест в совете..